# ماني (تشاد)
ماني هي محافظة فرعية التابعة لمحافظة حراز البيار في إقليم حجر لميس غرب تشاد، جنوب بحيرة تشاد، على الحدود مع الكاميرون .